# Liên minh các Quốc gia Nam Mỹ
Liên minh các Quốc gia Nam Mỹ (tiếng Hà Lan: Unie van Zuid-Amerikaanse Naties - UZAN, tiếng Bồ Đào Nha: União de Nações Sul-Americanas - UNASUL, tiếng Tây Ban Nha: Unión de Naciones Suramericanas - UNASUR) là một liên minh liên chính phủ được hợp nhất từ hai liên minh thuế quan: Mercosur và Cộng đồng Andes, như là một phần của quá trình hội nhập kinh tế Nam Mỹ. Đây là một tổ chức được hình thành dựa trên khuôn mẫu của Liên minh châu Âu.
Hiệp ước Thành lập UNASUR được ký kết ngày 23 tháng 5 năm 2008, tại hội nghị các nguyên thủ quốc gia lần thứ ba được tổ chức tại Brasília, Brasil. Theo như Hiệp ước Thành lập, trụ sở của liên minh sẽ nằm ở Quito, Ecuador. Nghị viện Nam Mỹ sẽ nằm ở Cochabamba, Bolivia, trong khi trụ sở ngân hàng, Ngân hàng Phía Nam nằm ở Caracas, Venezuela.

## Các quốc gia thành viên
- Thành viên của Cộng đồng Andes: ¹
  -  Bolivia ³ L
  -  Colombia L
  -  Ecuador ³ L
  -  Perú ³ L
- Thành viên của Mercosur: ²
  -  Argentina ³ L
  -  Brasil L
  -  Paraguay L
  -  Uruguay L
  -  Venezuela ³ L
- Các thành viên khác
  -  Chile ¹ ² ³
  -  Guyana ³ C
  -  Suriname C

¹ Các quốc gia này cũng được coi là thành viên liên kết của Mercosur

² Các quốc gia này cũng được coi là thành viên liên kết của Cộng đồng các Quốc gia Andrean

³ Đã thông qua Hiệp ước Thành lập.

C Thành viên của Cộng đồng Caribe (CARICOM)

L Thành viên của Hiệp hội Liên kết Mỹ Latinh (ALADI)